# Hermann Nitsch

Hermann Nitsch, 2009

Hermann Nitsch (* 29. August 1938 in Wien; † 18. April 2022 in Mistelbach) war ein österreichischer Maler und Aktionskünstler. Er war ein bedeutender Vertreter des Wiener Aktionismus.

## Leben

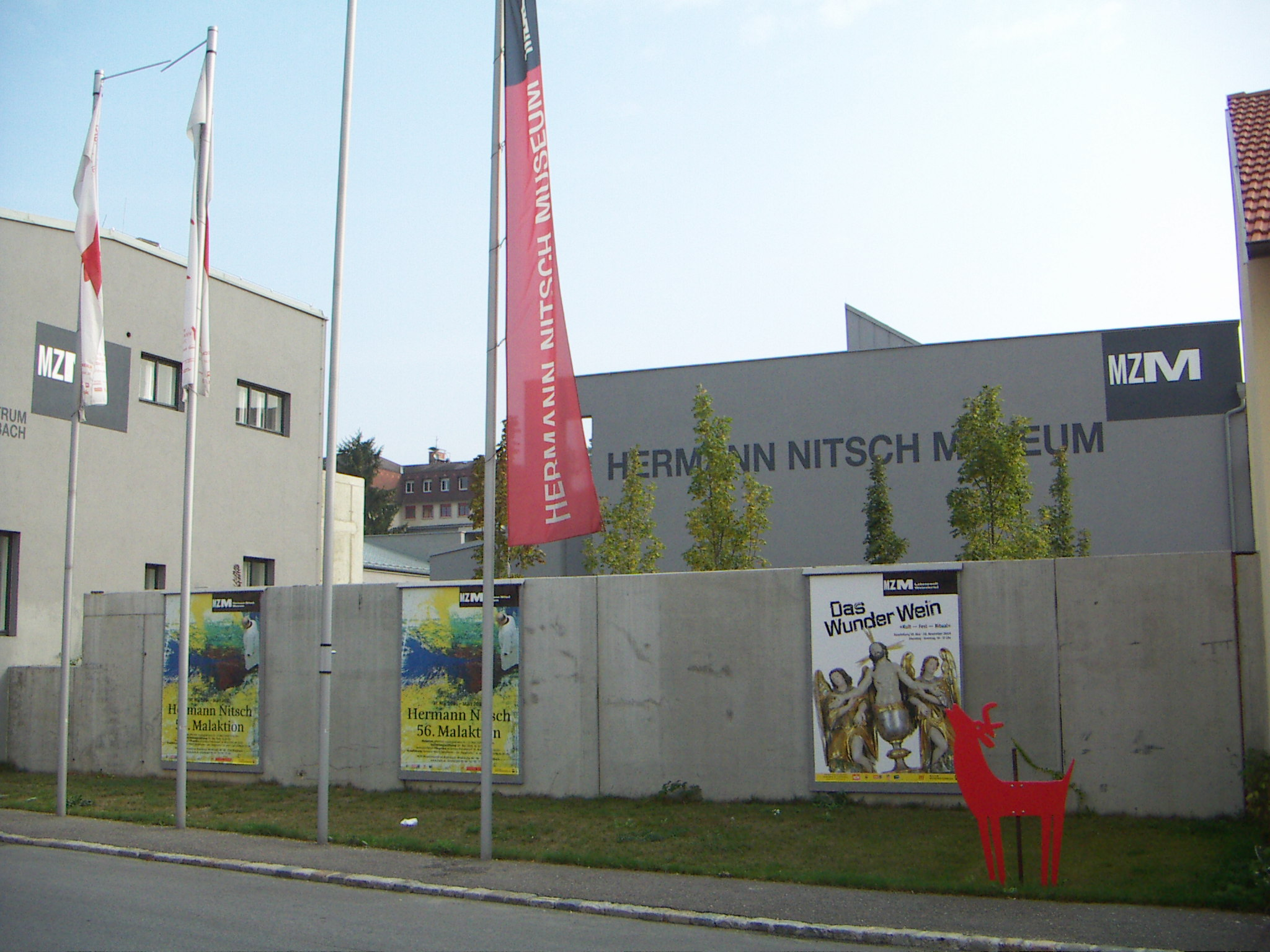
Hermann Nitsch Museum

Nach einem diplomierten Abschluss an der Graphischen Lehr- und Versuchsanstalt in Wien übernahm Nitsch 1957 eine Stelle als Gebrauchsgrafiker am Technischen Museum. Einige Jahre später entstanden die ersten Malaktionen und auch die Idee des Orgien-Mysterien-Theaters, das ihn von da ab unablässig beschäftigte und in dem sich alle seine Bestrebungen sammelten. Seine in Wien in der Öffentlichkeit abgehaltene Aktionsarbeit führte in den frühen 1960er Jahren zu ständigen Konfrontationen mit den Behörden und mehrwöchigen Gefängnisaufenthalten, die den Künstler 1968 veranlassten, nach Deutschland überzusiedeln.
Nach großen Erfolgen des Orgien-Mysterien-Theaters Ende der 1960er Jahre in den USA und Deutschland führte Nitsch während der 1970er Jahre in vielen europäischen und nordamerikanischen Städten Aktionen durch. 1971 gelang ihm der Ankauf des niederösterreichischen Schlosses Prinzendorf aus dem Eigentum der Kirche, wo Nitsch im Zuge größer angelegter Aktionen auch seine Vorstellungen von der Musik zu seinem Theater verwirklichte. Bei den Aktionen wurden Lärmorchester, Schreichöre und elektrisch verstärkte Instrumente eingesetzt. Nitsch deutete das Leben als Passion, den Malprozess als verdichtetes Leben und damit als Inbegriff der Passion.
Der Künstler selbst blieb durch seine an zentraler Stelle im Gemälde eingefügten Malhemden, die er während der Arbeit trug, anwesend und animierte den Betrachter, sich mit dem Malvorgang zu identifizieren und mit ihm ins Bild einzutreten. Nach Gastprofessuren an der Staatlichen Hochschule für Bildende Künste – Städelschule in Frankfurt am Main und der Hochschule für bildende Künste Hamburg unterrichtete Nitsch von 1989 bis zu seiner Emeritierung an der Städelschule eine Klasse für Interdisziplinäre Kunst.
Nitsch starb am 18. April 2022 im Alter von 83 Jahren in Mistelbach. Seine letzte Ruhestätte fand er in Prinzendorf. Die Totenmesse in engem Familienkreis zelebrierte der Jesuitenpater und Kunstprofessor Friedhelm Mennekes.
Sein Werk werde weiterleben, sagte Österreichs Bundespräsident Alexander Van der Bellen in einer Würdigung des Künstlers. Nitsch habe Österreich mit seiner Aktionskunst international positioniert und Kunstgeschichte geschrieben.

## Auszeichnungen
- 1984 Österreichischer Kunstpreis für Bildende Kunst
- 1988 Preis der Stadt Wien für Bildende Kunst
- 2005 Goldene Ehrenmedaille der Bundeshauptstadt Wien
- 2005 Großer Österreichischer Staatspreis für Bildende Kunst
- 2009 Ehrenbürger der Stadt Pogradec, Albanien

## Kunst

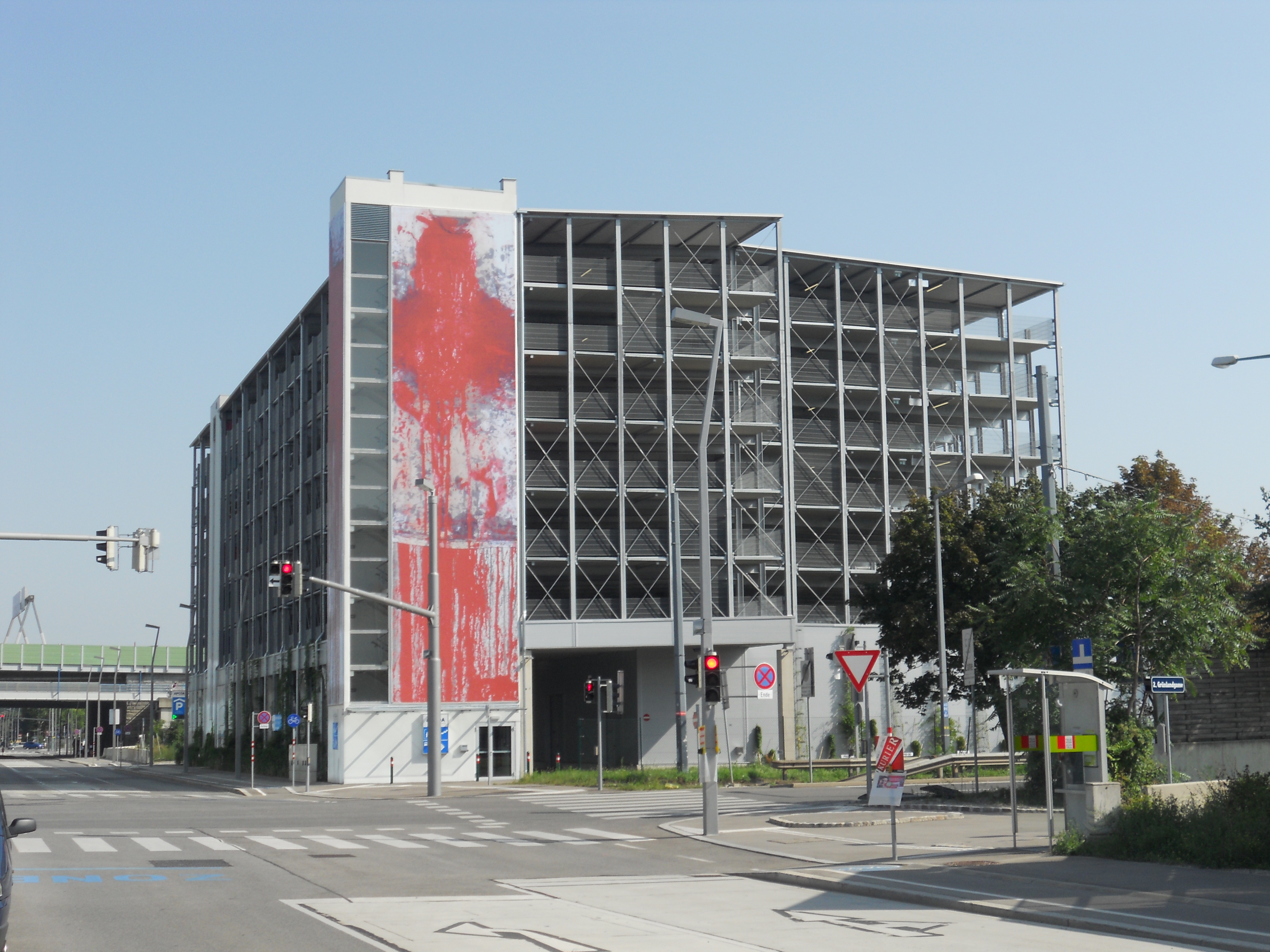
Eines der Schüttbilder an einem Parkhaus in Wien

1960 entstanden seine ersten Schüttbilder. 1962 war das Geburtsjahr des Wiener Aktionismus. Zusammen mit Otto Muehl und Adolf Frohner realisierte er in Wien die dreiteilige Aktion „Die Blutorgel“, zu der ein gemeinsames Manifest veröffentlicht wurde. Anfang der 1960er Jahre entwickelte er die Hauptgedanken für sein Orgien-Mysterien-Theater: Unter Einbeziehung aller Kunstformen (Malerei, Architektur, Musik, Opferritual, Messliturgie etc.) sollten die Sinne der Teilnehmer schrittweise bis aufs Äußerste angespannt werden, um auf einem Höhenpunkt die Erkenntnis des Lebensprozesses an sich möglich zu machen: die Wiederholung von Freuds 'Totemmahlzeit'.
Im November 1988 bis zum Januar 1989 zeigte die Städtische Galerie im Lenbachhaus München einige Werke des Künstlers im Rahmen der Einzelausstellung „Nitsch – Das Bildnerische Werk“.
Ab 1971 veranstaltete Nitsch auf dem von ihm erworbenen Areal des Schlosses Prinzendorf regelmäßig seine „Orgien-Mysterien-Spiele“, darunter als Höhepunkt seines Lebenswerks das große „6-Tage-Spiel“ im Sommer 1998 unter der Regie von Alfred Gulden, sowie als seine 120. Aktion das „2-Tages-Spiel“ im Sommer 2004.
1972 war Nitsch Teilnehmer der von Harald Szeemann kuratierten Documenta 5 in Kassel in der Abteilung Individuelle Mythologien; auch auf der Documenta 7 im Jahr 1982 war er vertreten. 1975 wirkte Marina Abramović in einer Aufführung von Hermann Nitsch mit. Bei den folgenden Aktionen strebte er keine weitere Zusammenarbeit mit eigenständigen Künstlern an, sondern ließ Laien zum Einsatz kommen, die sich für jede Aktion erneut bewerben konnten. Neben Abramović bezog sich auch Christoph Schlingensief auf die Arbeit von Nitsch. Am 19. November 2005 fand im Wiener Burgtheater im Rahmen der 50-jährigen Jubiläumsfeier zur Wiederöffnung nach dem Krieg die 122. Aktion des Orgien-Mysterien-Theaters statt.
Nitsch wurde wiederholt eingeladen, seine Auffassungen von Kunst und Ritual auch in die Oper einzubringen. An der Wiener Staatsoper führte er 1995 Co-Regie und schuf Ausstattung und Kostüme zu Jules Massenets Oper Hérodiade. 2001 war Nitsch bei der Aufführung der Gandhioper Satyagraha des amerikanischen Komponisten Philip Glass im Festspielhaus St. Pölten in Niederösterreich für das Bühnenbild und die Kostüme zuständig. 2005 schuf er die Ausstattung zu Igor Strawinskis Le Renard. 2007 führte er Regie bei den Szenen aus Goethes Faust von Robert Schumann im Opernhaus Zürich.
2011 war er an der Bayerischen Staatsoper München für die szenische Konzeption, Gestaltung, Bühne und Kostüme zu Saint François d’Assise von Olivier Messiaen verantwortlich.
Hermann Nitschs Weltbild war stark von mystischen Autoren, aber unter anderen auch von de Sade, Friedrich Nietzsche, Sigmund Freud und Antonin Artaud geprägt. In seinem theoretischen Buch Orgien-Mysterien-Theater führte Nitsch aus, dass seine Aktionen und Bilder bei den Zuschauern zunächst Ekel und Abscheu, dann eine Katharsis bewirken sollten. Die Ekel und Abscheu auslösenden Provokationen und die Verknüpfung von realen Tierkadavern und realem Blut mit religiösen Inhalten wie der Kreuzigung und der unbefleckten Empfängnis setzte Nitsch bewusst ein, um den Betrachter zur Reflexion über im Alltag häufig verdrängte symbolische Topoi wie Blut und Tod zu bringen, die auch in der christlichen Religion eine zentrale Rolle spielen.
Christlich geprägte Betrachter und zahlreiche Kritiker nahmen seine Aktionen und Werke als Blasphemie wahr.
Im Zusammenhang mit seinem Orgien-Mysterien-Theater war Hermann Nitsch auch als Komponist und Schriftsteller tätig. Seine Aktionen wurden in akribisch notierten Partituren festgehalten, die neben Handlungsanweisungen und Texten auch grafisch notierte Musikstücke enthalten.
Weil er durch die Einbeziehung und Kombination von Opferritualen und liturgischen Elementen in seine blutigen Aktionen nicht nur Tierschützer, sondern auch Theologen und Vertreter der öffentlichen Moral zu Stellungnahmen reizte, ist sein Werk in der Öffentlichkeit stark umstritten. Umgekehrt distanzierten sich manche Aktions- und Performance-Künstler, auch frühere Mitstreiter, von dem ihrer Meinung nach allzu religiösen, gesamtkunstwerkhaften Einschlag seiner Arbeiten. Allerdings lässt sich sein gesamtkunstwerkhaftes Schaffen auf Schloss Prinzendorf inhaltlich durchaus als Versuch eines Gegenkonzepts zu Wagners Bayreuth deuten. Ob ihm dies gelang, ist äußerst umstritten.
Was bleibt, ist der zweifellos große Einfluss Nitschs auf die österreichische, insbesondere die Wiener Kunst- und Kulturszene. Die Tatsache, dass sein Mysterienspiel auch im Wiener Burgtheater gespielt wurde, zeugt von großer persönlicher Durchsetzungskraft. Nitsch erscheint letztlich als Vertreter einer archaischen und provokanten Ästhetik, die von den einen als originell und künstlerisch wertvoll, von den anderen mit Attributen wie primitiv, anmaßend und geschmacklos eingestuft wird.

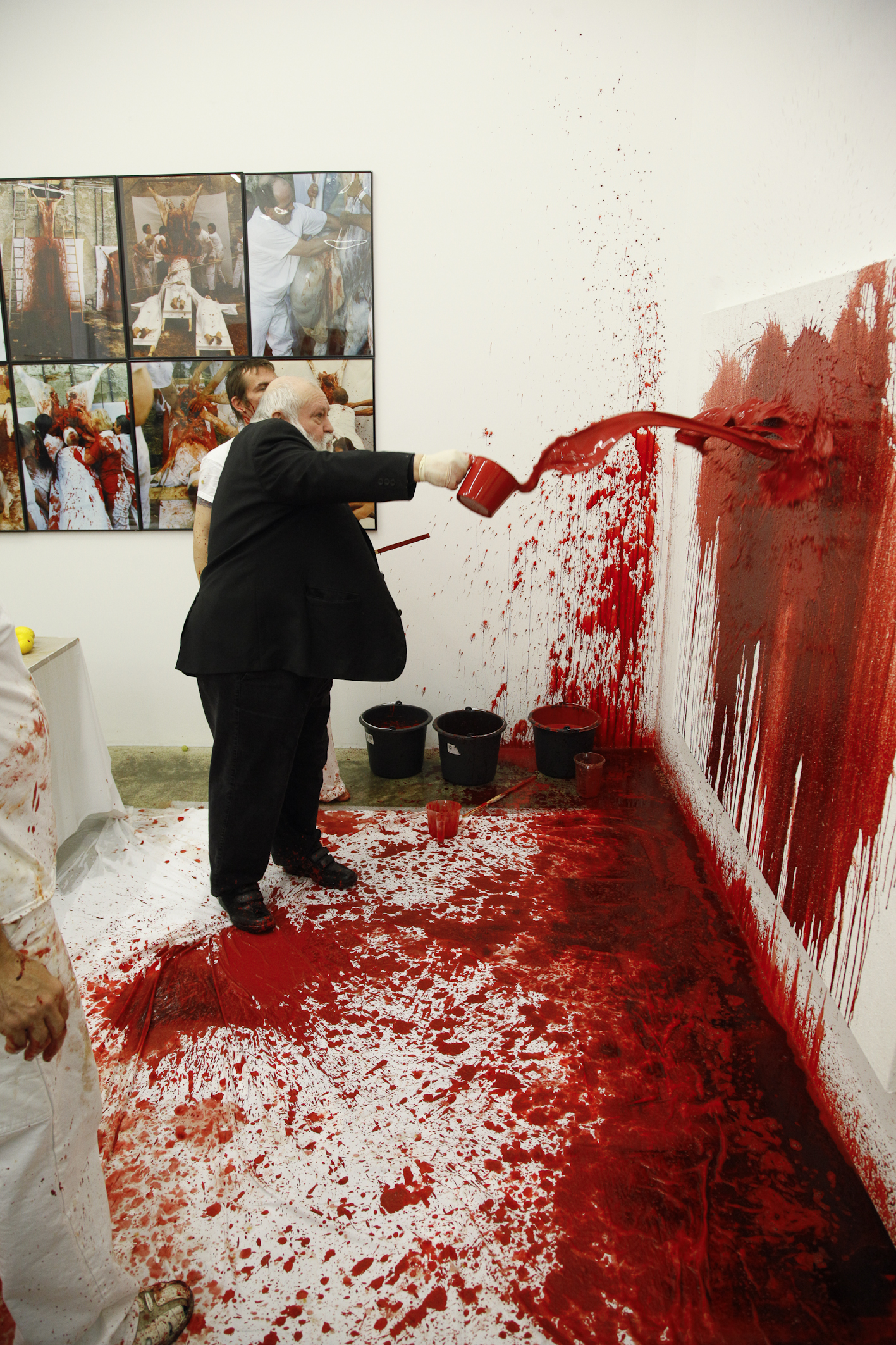
Seine 128. Aktion am 22. Oktober 2009 anlässlich der Gründung der Nitsch Foundation

Am 24. Mai 2007 wurde das „Hermann Nitsch Museum“ im Museumszentrum Mistelbach eröffnet, was unter der Einwohnerschaft Mistelbachs zu Protesten führte. In Neapel eröffnete am 13. September 2008 Nitschs langjähriger Galerist Peppe Morra ein ausschließlich Nitschs Werk gewidmetes Museum, das „Museo Archivio Laboratorio per le Arti Contemporanee Hermann Nitsch“, das in einem ehemaligen Elektrizitätswerk eingerichtet wurde.
Im Weinviertel, unweit von seinem Schloss Prinzendorf, besaß Hermann Nitsch einen Weingarten. Seine Erträge wurden nach alter Bauernart gekeltert und in Doppelliter-Flaschen (Doppler) gefüllt. Ab dem Jahrgang 2006 wurde der Nitsch-Doppler, dessen Etikett Hermann Nitsch alljährlich künstlerisch neu gestaltet hat, in Wien der Öffentlichkeit präsentiert.
Im Jahr 2009 wurde die Nitsch Foundation gegründet, deren Ziel die Vermittlung und Dokumentation von Nitschs Gesamtkunstwerk ist. 2020 wurden im Museum Mistelbach in der Ausstellung Hermann Nitsch – Neue Arbeiten 80 aktuelle Werke gezeigt. Nach der Farbe Rot, die er früher in seinen künstlerischen Arbeiten verwendete, und nach der Farbe Gelb – der Farbe des Lichts und der Auferstehung – nutzte Nitsch in seiner späten Schaffenszeit leuchtende und knallige Farben. Sein Bestreben war, mit seinen eigenen Händen Töne, Geschmacks- und Tastempfindungen auf die Leinwand zu bringen. Dabei ließ er sich von Pfingstrosen und anderen Blumen inspirieren. Sein Spätwerk wirkt durch die floralen Farbsymphonien und die transzendente Leichtigkeit optimistisch und lebensbejahend.
Im Rahmen der Bayreuther Festspiele 2021 wurde eine semiszenische Walküre mit Aktionskunst von Hermann Nitsch gestaltet.

## Kritik
Ungeachtet seiner internationalen Verankerung im Kunstbetrieb und zahlreicher Auszeichnungen gehörte Nitsch nach wie vor zu den in der Öffentlichkeit umstrittensten Künstlern seines Landes. Christlich-religiös geprägte Menschen warfen ihm Blasphemie vor.
Tierschützer erregten sich über den Umgang mit geschlachteten Tieren im Rahmen seiner Rituale. Diese Kritik kam auch Jahrzehnte nach der vollen Etablierung von Nitsch im Kunstbetrieb nicht zum Verstummen. Auch Hilde Spiel meldete hinsichtlich der „Rohheit“ seiner Aktionen Bedenken an.

## Verbindung zur ÖVP-Korruptionsaffäre
Nitschs Ehefrau umging mindestens 970.000 € Steuern mit dem Verkauf von Gemälden. Sie wurde zu einer Strafe von 290.000 € verurteilt, die mit einem Schuldgeständnis angenommen wurde. Der Künstler selbst wusste nach Aussagen, die in dem Verfahren 2017 von Rita Nitsch getätigt wurden, nichts von den Vorfällen.
Die Causa kam auch in der ÖVP-Korruptionsaffäre, in Chatnachrichten des damaligen Finanzministerium Generalsekretärs Thomas Schmid, zur Sprache. Schmid habe auf eine Anfrage der Kunstmanagerin Agnes Husslein hin im Sinne Nitschs interveniert.

## Entwendete Werke
Ein Garten- und Hausarbeiter, der 2002 bis 2010 für Nitsch gearbeitet und Zugang zu Räumen hatte, in denen Kunstwerke gelagert waren, wird beschuldigt, in dieser Zeit etwa ein Dutzend Werke von Nitsch im Wert von 535.600 Euro entwendet zu haben, was lange unbemerkt blieb. Der Gärtner behauptete, dass er die Werke geschenkt bekommen habe.
Zwei Werke wurden durch ein Wiener Auktionshaus am 24. Juni 2021 an bisher unbekannte Käufer für 15.000 bzw. 19.000 Euro versteigert. Der Erlös wurde noch nicht ausbezahlt.
Neun Werke wurden bei Hausdurchsuchungen sichergestellt: Zwei Schüttbilder im Gesamtwert von 70.000 Euro am 17. August 2021 noch vor einer Versteigerung im selben Auktionshaus in Wien und 7 andere bei fünf Hausdurchsuchungen am 9. November 2022 in Deutschland und Rumänien.

Nach drei weiteren Werken im Gesamtwert von 164.000 Euro wird noch gefahndet. Die genaue Zahl der insgesamt entwendeten Bilder ist nicht bekannt.

## Schriften
- Orgien-Mysterien-Theater. Orgies Mysteries Theatre, Darmstadt, März-Verlag 1969, 342 S.
- mit Sophie Cieslar: „Wer das Sein liebt, muss dem Tod, dem Tragischen ins Auge schauen“, in: Parnass, 24 (2004), H. 3, S. 128–133, farb. Ill.
- König Oedipus. Eine spielbare Theorie des Dramas, Berlin, Knoblauch/Edition Kalter Schweiss 1986, 165 S. + Beil.
- Das Orgien-Mysterien-Theater. Manifeste, Aufsätze, Vorträge, Salzburg, Residenz-Verlag 1990, 168 S.
- Pabellón de las Artes, Sevilla, 1.– 20. September 1992, Pabellón de las Artes, Sevilla 1992, 120 S., überwiegend Ill.
- Komposition für Orgel, Verlag Extraplatte, 1 Audio-CD, 74 Min., ISBN 3-221-31294-6.
- mit Dieter Schrage: Hermann Nitsch, 6-Tage-Spiel in Prinzendorf 1998. Relikte und Reliktinstallationen, Aktionsmalerei, Fotos und Video; Museum Moderner Kunst Stiftung Ludwig im Palais Liechtenstein, 27. März – 16. Mai 1999, 1999, 144 S., zahlr. Ill.
- mit Michael Hüttler: Hermann Nitsch. Wiener Vorlesungen, Internationale Beiträge zur Theaterwissenschaft an der Universität Wien, Wien, Böhlau 2005, 248 S., ISBN 3-205-77480-9.
- Michael Karrer (Hrsg.): Herrmann Nitsch – Das Gesamtkunstwerk des Orgien Mysterien Theaters, Buchhandlung Walther König, Köln 2015, ISBN 978-3-86335-702-3.

## Öffentliche Sammlungen

### Belgien
- S.M.A.K. – Stedelijk Museum voor Actuele Kunst, Gent

### Deutschland
- Städel Museum, Frankfurt am Main
- Museum Ludwig, Köln
- Staatsgalerie Stuttgart, Stuttgart
- Pinakothek der Moderne, München (Sammlung Stoffel)
- Saarland Museum Saarbrücken, Moderne Galerie

### Dänemark
- Arken Museum for Moderne Kunst, Kopenhagen
- Museet for Samtidskunst, Roskilde

### Frankreich
- Centre Pompidou – Musée National d’Art Moderne, Paris

### Italien
- MUSEION – Museion – Museum für moderne und zeitgenössische Kunst, Bozen
- Museo Hermann Nitsch, Neapel
- Museo di arte moderna e contemporanea di Trento e Rovereto, Rovereto

### Kanada
- National Gallery of Canada – Musée des beaux-arts du Canada, Ottawa, ON
- The Morris and Helen Belkin Art Gallery, Vancouver, BC

### USA
- Museum of Contemporary Art (Los Angeles), Los Angeles, CA
- Walker Art Center, Minneapolis, MN
- Museum of Modern Art, New York, NY
- National Gallery of Art, Washington, DC

### Vereinigtes Königreich
- Tate Liverpool, Liverpool (England)
- Tate Britain, London (England)

### Österreich

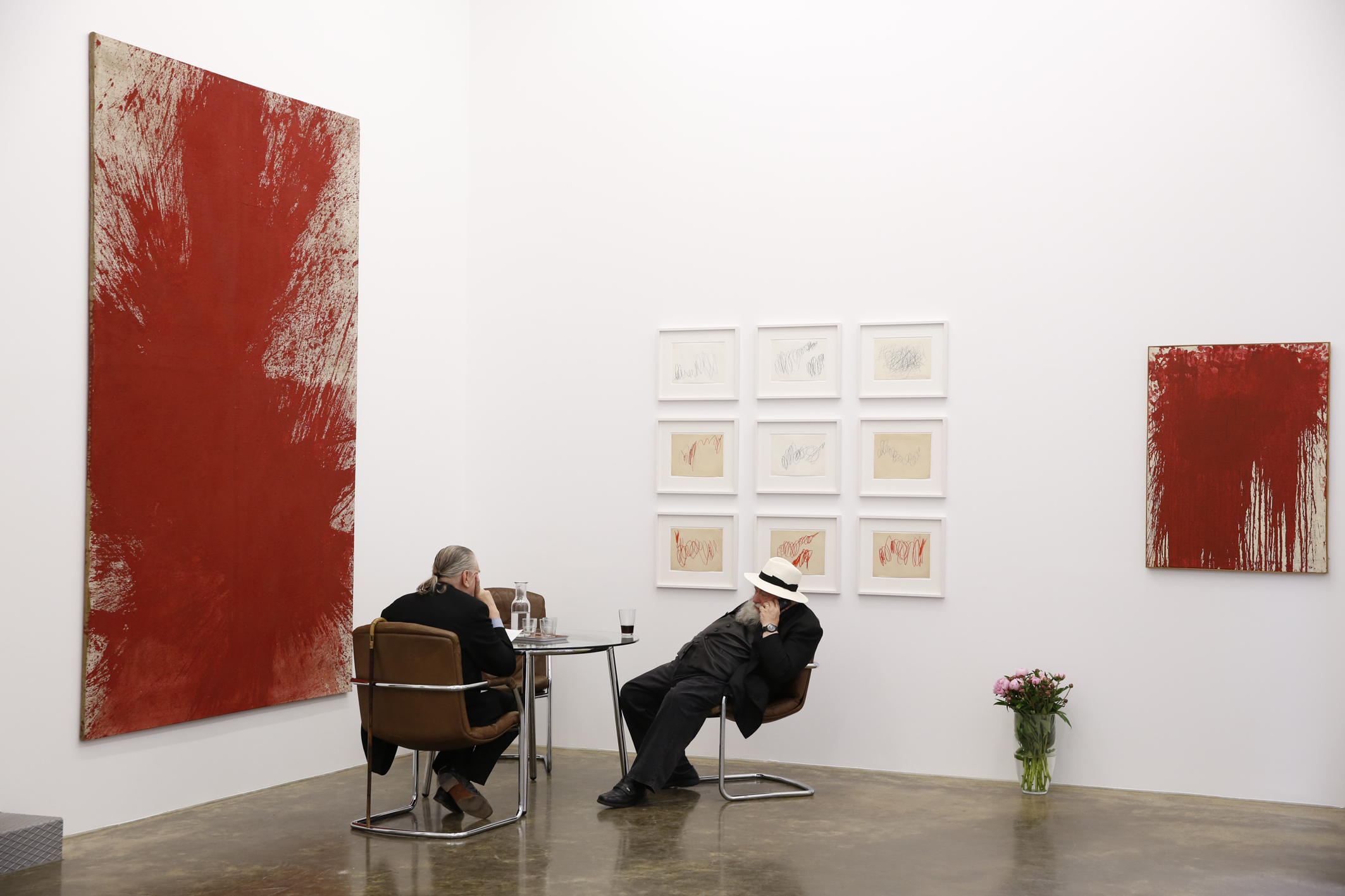
Hermann Nitsch und Bertram Karl Steiner in Diskussion in der Nitsch Foundation (2013). Im Hintergrund sein Bild Weltverwandlung

- Albertina, Wien (Räume aus Farbe, Einzelausstellung 2019)
- Neue Galerie Graz
- Museum Moderner Kunst Kärnten, Klagenfurt
- Artbooster Galerie, Klagenfurt[28]
- Sammlung Essl – Kunsthaus, Klosterneuburg
- Lentos Kunstmuseum Linz, Linz
- Hermann Nitsch Museum, Mistelbach
- Museum der Moderne Salzburg, Salzburg
- Niederösterreichisches Landesmuseum, St. Pölten
- MUMOK Museum Moderner Kunst – Stiftung Ludwig im Museumsquartier, Wien

## Filme
- Nachtstudio: Ekel und Lust. Große Gefühle. Diskussionssendung mit Hermann Nitsch, Winfried Menninghaus, Hannelore Schlaffer und Slavoj Žižek. Leitung der Sendung: Volker Panzer. Produktion: ZDF, 2000 (60 Min.)
- Kaisermühlen-Blues – Die Quereinsteigerin: Nebenrolle als er selbst.
- HN Hermann Nitsch. Dokumentarfilm von Daniela Ambrosoli. Produktion: Verdeoro & Pierino Ambrosoli Foundation, 2010 (60 Min.)